# بریخ سوبرگون
بریخ سوبرگون یک منطقهٔ مسکونی در اریتره است که در منطقه مرکزی (اریتره) واقع شده‌است.